# Глотов, Иван Григорьевич
Ива́н Григо́рьевич Гло́тов (1873, деревня Берег Пежемского сельского общества Архангельской губернии — 27 июня 1959, там же) — русский крестьянин, автор уникального дневника.

## Биография
Иван Григорьевич Глотов родился в 1873 году в семье пежемского крестьянина Григория Ивановича Глотова (1834—1916) и его жены Александры Семёновны (1847—после 1916). Его отец был достаточно зажиточным по местным меркам — он владел сорока десятинами земли, арендовал ещё семь, держал двух лошадей, восемь коров и семь овец, семья жила в большом двухэтажном доме. Иван жил вместе с родителями, старшим братом Афанасием (1869—1918), сестрой Марией (1868—?) и женой Афанасия Александрой. С хозяйством справлялись своими силами, наёмных работников не имели.
В 1900-х годах Иван был призван на воинскую службу в Русскую императорскую армию. Службу проходил в Санкт-Петербурге, где познакомился с работавшей прислугой Таисией Михайловной, в девичестве Гладких (1884—1975), которая происходила из деревни Мининской, расположенной в четырёх верстах от родной деревни Ивана. После окончания воинской службы он остался в Петербурге, устроился работать на наждачно-механический завод Струка, женился на Таисии. В столице империи у семейной пары родились трое детей: Михаил (1910—1980), Анатолий (1913—1945) и Зинаида (1915—?). В 1915 году Иван стал вести дневник. После начала Первой мировой войны Глотов отправил семью на родину, но сам остался работать в Петрограде. Он присоединился к семье уже после Октябрьской революции, в 1918 году.
К моменту переезда в деревню Берег отец Ивана уже умер, и тому достался не достроенный Григорием Ивановичем дом, который тот собирался завещать сыну. Иван достроил его «по-городскому» — обшил досками и покрасил. Позднее возвёл хозяйственные постройки, обзавёлся скотиной — лошадью и двумя коровами. В 1924—1926 годах отъезжал на заработки в Ленинград, но позднее снова вернулся на родину. Проблемы у крестьянской семьи начались в 1929 году, когда правительство страны взяло курс на сворачивание НЭПа — Глотовы были объявлены «зажиточными» и на них наложили повышенную развёрстку по зерну и льносемени. Своих запасов и денег не хватило, пришлось отдать всё подчистую, продавать корову и даже брать в долг у соседей. Иван написал письмо председателю Центрального исполнительного комитета СССР Михаилу Ивановичу Калинину, но, по всей видимости, не дождался ответа. Помимо сельскохозяйственных работ, семья Глотовых была обязана принудительно работать на лесозаготовках, что делали поочерёдно сам Иван и его старший сын Анатолий. Тем не менее им не удавалось выполнять норму, за что имущество Глотовых было описано, а 5 февраля 1930 года пленум Пежемского сельсовета объявил Ивана Григорьевича Глотова кулаком, занимавшимся «эксплоатацией от сельхозмашин». Вся семья, а также вдова покойного брата Афанасия Александра были «лишены прав гражданства». Позднее жившая в доме родителей Ивана Александра была раскулачена, дом конфискован и превращён в контору колхоза, а семья сослана на Соловки.
6 июня 1931 года Глотовы были вынуждены вступить в сельскохозяйственную артель «Красная звезда». Всё их имущество было конфисковано и стало частью имущества артели. Согласно дневнику Ивана Глотова, артель практически прекратила работы на земле, все дни были заняты бесконечными собраниями, а в остальное время приходилось исполнять трудовую повинность на трассе Вельск — Коноша, на лесозаготовках и сплавке леса. Оба сына Ивана покинули деревню, правда, Анатолий вскоре вернулся. Иван также думал уехать и 26 августа отправил в Ленинград на завод «Ильич» (как стал называться бывший завод Струка) заявление с просьбой о приёме на работу, но по какой-то причине отказался от своего намерения.
Во время Великой Отечественной войны оба сына и оба зятя Ивана Григорьевича были призваны в армию. Анатолий погиб под Кёнигсбергом; Михаил выжил, работал в Калининграде начальном бондарнотарного завода. Дочь Мария была учительницей в Вельске; Зинаида работала в колхозе, затем на Вельском маслозаводе и в леспромхозе. Иван Григорьевич почти до конца жизни проработал в колхозе, лишь за два года до смерти, которая произошла 27 июня 1959 года, ушёл на пенсию.

## Дневник
Иван Григорьевич Глотов — автор уникального дневника. Несмотря на то что в начале XX века ведение дневников было достаточно распространённым явлением среди самых разных слоёв российского общества, дневник крестьянина — уникальное явление. Свой дневник Иван Григорьевич вёл с перерывами с 1915 по 1931 год. Он обстоятельно фиксировал основные происходившие с ним и вокруг него события, выполнявшиеся полевые и бытовые работы, цены на продукты и товары, сколько времени нужно было добираться до того или иного населённого пункта, взаимодействие с местными органами власти и притеснения с их стороны. Из дневника видны источники дохода крестьян (это не только сельское хозяйство, но и извоз, и лесозаготовки) и их расходы. Дневник также интересен с лингвистической точки зрения, так как написан тем языком, который употреблялся в крестьянской среде северных губерний Российской империи, и содержит большое количество слов и выражений, к тому моменту вышедших из употребления в других частях страны — так, Глотов никогда не употребляет глагол «пахал», но всегда пишет «орал». В 1997 году дневник крестьянина Глотова был опубликован и вошёл в научный оборот, с тех пор данные из него использовались многими исследователями России начала XX века.